# Jimmy Bryan
Jimmy Bryan, född den 28 januari 1926 i Phoenix, Arizona, USA, död den 19 juni 1960 i Langhorne, Pennsylvania, USA, var en amerikansk racerförare.

## Racingkarriär
Bryan började tävla i det amerikanska nationella mästerskapet för Champ Cars i säsongen 1951, och lyckades bli mästare 1954, 1956, samt 1957. Efter pallplatser i Indianapolis 500 såväl 1954 som 1957, tog han hand om segern i 1958 års tävling, vilket var hans karriärs största merit. Segern räknades dessutom till Formel 1 säsongens poängställning, vilket gav Bryan en Grand Prix-seger, samt två pallplaceringar under karriären. Bryan omkom under en tävling på Langhorne Speedway 1960, då han kraschade svårt.